# 야슈히라카와역
야슈히라카와역(일본어: 野州平川駅)은 일본 도치기현 도치기시에 있는 도부 철도의 역이다. 역 번호는 TN 31이다.

## 역 구조
상대식 승강장 2면 2선의 지상역이다. 도부 우쓰노미야 승강장 방향에 목조 역사가 있고 도치기 방면 승강장은 과선교에서 연결된다. 자동 매표기 및 PASMO 대응 간이 IC카드 개찰기가 설치된 역이다.

### 승강장
| 번호 | 노선          | 방향 | 행선                 |
| ---- | ------------- | ---- | -------------------- |
| 1    | 우쓰노미야 선 | 상행 | 도치기 방면          |
| 2    | 우쓰노미야 선 | 하행 | 도부 우쓰노미야 방면 |

## 역 주변
히라 강은 본 역의 북쪽에 있고, 도치기 시 쓰가 지역 내의 지명이다. 센고쿠 시대, 이 곳에는 미나가와 씨의 외성이 있었지만 공장이 조성되어 흔적은 아무것도 남지 않았다.
- GKN드라이브 라인 토크 테크놀로지 도치기 본사(옛, 도치기 후지 산업)
- GKN드라이브 라인 테크놀로지 도치기 공장
- FUJI 라텍스 도치기 공장
- 닛코리 에이트 도치기 이와욘 공장
- 오쓰카 철강 도치기 공장
- 니폰코크앤엔지니어링 도치기 공장
- 히라카와 유치원
- 도치기 히라 우체국
- 도부 닛코 선 갓센바 역 - 약 1.6km(도보로 약 20분).

## 역사
- 1944년 10월 1일: 영업 개시.

## 인접역
| 도부 철도 우쓰노미야 선    | 도부 철도 우쓰노미야 선 | 도부 철도 우쓰노미야 선               |
| -------------------------- | ----------------------- | ------------------------------------- |
| TN 12 신토치기 도치기 방면 |                         | 야슈오쓰카 TN 32 도부 우쓰노미야 방면 |